# NGC 7643
NGC 7643 (NGC 7644) é uma galáxia espiral (S?) localizada na direcção da constelação de Pegasus. Possui uma declinação de +11° 59' 19" e uma ascensão recta de 23 horas, 22 minutos e 50,4 segundos.
A galáxia NGC 7643 foi descoberta em 24 de Setembro de 1873 por Édouard Jean-Marie Stephan.